# Pata (okręg Kluż)
Pata – wieś w Rumunii, w okręgu Kluż, w gminie Apahida. W 2011 roku liczyła 539 mieszkańców.